# Адзельо
Адзельо (итал. Azeglio, пьем. Asèj) — коммуна в Италии, расположена в области Пьемонт, в провинции Турин.
Население составляет 1347 человек (2011 г.), плотность населения составляет 142 чел./км². Коммуна занимает площадь 9 км². Почтовый индекс — 10010. Телефонный код — 0125.
Покровителем коммуны почитается святой Деодат из Блуа, празднование в четвёртое воскресение августа.

## Демография
Динамика населения:

## Администрация коммуны
- Официальный сайт: